# Finalen av Uefa Champions League 2015/2016
Finalen av Uefa Champions League 2015/2016 var den 61:a finalen av Uefa Champions League, och den 24:e sen den döptes om från Europacupen till Uefa Champions League. Den spelades den 28 maj 2016 på San Siro i Milano, Italien.
I finalen möttes de spanska Madrid-laget Real Madrid och Atlético Madrid. Los Blancos blev mästare, efter en oavgjord match med slutsiffrorna 1–1 som fick avgöras med straffsparksläggning. De kommer att få möta vinnarna av Europa League-finalen, Sevilla FC från Sevilla i Spanien, vid Uefa Super Cup 2016. Real Madrid blev även kvalificerade till semifinalen i klubblags-VM 2016.

## Lagens väg till finalen
Lagens positionering i det nationella seriespelet, säsongen 2014/2015
| Nr | Lag                     | S  | V  | O  | F  | GM  | IM | MS  | P  |
| -- | ----------------------- | -- | -- | -- | -- | --- | -- | --- | -- |
| 1  | Barcelona               | 38 | 30 | 4  | 4  | 110 | 21 | +89 | 94 |
| 2  | Real Madrid             | 38 | 30 | 2  | 6  | 118 | 38 | +80 | 92 |
| 3  | Atlético Madrid (RL)    | 38 | 23 | 9  | 6  | 67  | 29 | +38 | 78 |
| 4  | Valencia                | 38 | 22 | 11 | 5  | 70  | 32 | +38 | 77 |
| 5  | Sevilla                 | 38 | 23 | 7  | 8  | 71  | 45 | +26 | 76 |
| 6  | Villarreal              | 38 | 16 | 12 | 10 | 48  | 37 | +11 | 60 |
| 7  | Athletic Bilbao         | 38 | 15 | 10 | 13 | 42  | 41 | +1  | 55 |
| 8  | Celta Vigo              | 38 | 13 | 12 | 13 | 47  | 44 | +3  | 51 |
| 9  | Málaga                  | 38 | 14 | 8  | 16 | 42  | 48 | −6  | 50 |
| 10 | Espanyol                | 38 | 13 | 10 | 15 | 47  | 51 | −4  | 49 |
| 11 | Rayo Vallecano          | 38 | 15 | 4  | 19 | 46  | 68 | −22 | 49 |
| 12 | Real Sociedad           | 38 | 11 | 13 | 14 | 44  | 51 | −7  | 46 |
| 13 | Elche                   | 38 | 11 | 8  | 19 | 35  | 62 | −27 | 41 |
| 14 | Levante                 | 38 | 9  | 10 | 19 | 34  | 67 | −33 | 37 |
| 15 | Getafe                  | 38 | 10 | 7  | 21 | 33  | 64 | −31 | 37 |
| 16 | Deportivo La Coruña (U) | 38 | 7  | 14 | 17 | 35  | 60 | −25 | 35 |
| 17 | Granada                 | 38 | 7  | 14 | 17 | 29  | 64 | −35 | 35 |
| 18 | Eibar (U)               | 38 | 9  | 8  | 21 | 34  | 55 | −21 | 35 |
| 19 | Almería                 | 38 | 8  | 8  | 22 | 35  | 64 | −29 | 32 |
| 20 | Córdoba (U)             | 38 | 3  | 11 | 24 | 22  | 68 | −46 | 20 |

Tabellen visar lagen positionering i tabellen för La Liga 2014/2015. Real Madrid och Atlético Madrid slutade på andra- respektive tredjeplats i serien. De tre bästa placerade lagen efter säsongen blev direktkvalificerade till Champions League 2015/2016.
Gruppspel

| Nr | Lag                 | S | V | O | F | GM | IM | MS  | P  |
| -- | ------------------- | - | - | - | - | -- | -- | --- | -- |
| 1  | Real Madrid         | 6 | 5 | 1 | 0 | 19 | 3  | +16 | 16 |
| 2  | Paris Saint-Germain | 6 | 4 | 1 | 1 | 12 | 1  | +11 | 13 |
| 3  | Sjachtar Donetsk    | 6 | 1 | 0 | 5 | 7  | 14 | −7  | 3  |
| 4  | Malmö FF            | 6 | 1 | 0 | 5 | 1  | 21 | −20 | 3  |

| Hemma \ Borta       | Sverige | Frankrike | Spanien | Ukraina |
| Malmö FF            | —       | 0–5       | 0–2     | 1–0     |
| Paris Saint-Germain | 2–0     | —         | 0–0     | 2–0     |
| Real Madrid         | 8–0     | 1–0       | —       | 4–0     |
| Sjachtar Donetsk    | 4–0     | 0–3       | 3–4     | —       |

| Nr | Lag             | S | V | O | F | GM | IM | MS | P  |
| -- | --------------- | - | - | - | - | -- | -- | -- | -- |
| 1  | Atlético Madrid | 6 | 4 | 1 | 1 | 11 | 3  | +8 | 13 |
| 2  | Benfica         | 6 | 3 | 1 | 2 | 10 | 8  | +2 | 10 |
| 3  | Galatasaray     | 6 | 1 | 2 | 3 | 6  | 10 | −4 | 5  |
| 4  | Astana          | 6 | 0 | 4 | 2 | 5  | 11 | −6 | 4  |

| Hemma \ Borta   | Kazakstan | Spanien | Portugal | Turkiet |
| Astana          | —         | 0–0     | 2–2      | 2–2     |
| Atlético Madrid | 4–0       | —       | 1–2      | 2–0     |
| Benfica         | 2–0       | 1–2     | —        | 2–1     |
| Galatasaray     | 1–1       | 0–2     | 2–1      | —       |

Utslagsspel

| Åttondelsfinaler | Åttondelsfinaler | Åttondelsfinaler | Åttondelsfinaler | Åttondelsfinaler |
| ---------------- | ---------------- | ---------------- | ---------------- | ---------------- |
| Lag 1            | Totalt           | Lag 2            | Möte 1           | Möte 2           |
| Roma             | 0–4              | Real Madrid      | 0–2              | 0–2              |
| PSV Eindhoven    | 0–0 (7–8 str.)   | Atlético Madrid  | 0–0              | 0–0              |

| Kvartsfinaler | Kvartsfinaler | Kvartsfinaler   | Kvartsfinaler | Kvartsfinaler |
| ------------- | ------------- | --------------- | ------------- | ------------- |
| Lag 1         | Totalt        | Lag 2           | Möte 1        | Möte 2        |
| Wolfsburg     | 2–3           | Real Madrid     | 2–0           | 0–3           |
| Barcelona     | 2–3           | Atlético Madrid | 2–1           | 0–2           |

| Semifinaler     | Semifinaler  | Semifinaler    | Semifinaler | Semifinaler |
| --------------- | ------------ | -------------- | ----------- | ----------- |
| Lag 1           | Totalt       | Lag 2          | Möte 1      | Möte 2      |
| Manchester City | 0–1          | Real Madrid    | 0–0         | 0–1         |
| Atlético Madrid | 00002–2 (BM) | Bayern München | 1–0         | 1–2         |

## Matchen
|  | 28 maj 2016 20:45 UTC+2 | San Siro000 Milano, Italien000 |

| Real Madrid | Real Madrid                                                      | 1 – 1 (e.fl.)              | Atlético Madrid                      | Atlético Madrid |
| Real Madrid | Sergio Ramos 15′                                                 | (1 – 0)                    | Yannick Carrasco 79′                 | Atlético Madrid |
| Real Madrid | Lucas Vázquez Marcelo Gareth Bale Sergio Ramos Cristiano Ronaldo | Straffsparksläggning 5 – 3 | Antoine Griezmann Gabi Saúl Juanfran | Atlético Madrid |

| Startelva:      |    |                   |       |     |
|                 |    |                   |       |     |
| MV              | 1  | Keylor Navas      | 47'   |     |
| HB              | 15 | Dani Carvajal     | 11'   | 52′ |
| MB              | 4  | Sergio Ramos      | 90+3' |     |
| MB              | 3  | Pepe              | 112'  |     |
| VB              | 12 | Marcelo           |       |     |
| DM              | 14 | Casemiro          | 79'   |     |
| HM              | 19 | Luka Modrić       |       |     |
| VM              | 8  | Toni Kroos        |       | 72′ |
| HA              | 11 | Gareth Bale       |       |     |
| CA              | 9  | Karim Benzema     |       | 77′ |
| VA              | 7  | Cristiano Ronaldo |       |     |
| Inhoppare:      |    |                   |       |     |
| MV              | 13 | Kiko Casilla      |       |     |
| F               | 6  | Nacho             |       |     |
| F               | 23 | Danilo            | 93'   | 52′ |
| MF              | 10 | James Rodríguez   |       |     |
| MF              | 18 | Lucas Vázquez     |       | 77′ |
| MF              | 22 | Isco              |       | 72′ |
| A               | 20 | Jesé              |       |     |
|                 |    |                   |       |     |
|                 |    |                   |       |     |
|                 |    |                   |       |     |
|                 |    |                   |       |     |
|                 |    |                   |       |     |
|                 |    |                   |       |     |
| Tränare:        |    |                   |       |     |
| Zinedine Zidane |    |                   |       |     |

| Startelva:    |    |                    |       |      |
|               |    |                    |       |      |
| MV            | 13 | Jan Oblak          |       |      |
| HB            | 20 | Juanfran           |       |      |
| MB            | 15 | Stefan Savić       |       |      |
| MB            | 2  | Diego Godín        |       |      |
| VB            | 3  | Filipe Luís        |       | 109′ |
| HM            | 17 | Saúl               |       |      |
| CM            | 14 | Gabi               | 90+3' |      |
| CM            | 12 | Augusto Fernández  |       | 46′  |
| VM            | 6  | Koke               |       | 116′ |
| SA            | 7  | Antoine Griezmann  |       |      |
| CA            | 9  | Fernando Torres    | 61'   |      |
| Inhoppare:    |    |                    |       |      |
| MV            | 1  | Miguel Ángel Moyà  |       |      |
| F             | 19 | Lucas Hernández    |       | 109′ |
| F             | 24 | José María Giménez |       |      |
| MF            | 5  | Tiago              |       |      |
| MF            | 21 | Yannick Carrasco   |       | 46′  |
| MF            | 22 | Thomas Partey      |       | 116′ |
| A             | 16 | Ángel Correa       |       |      |
|               |    |                    |       |      |
|               |    |                    |       |      |
|               |    |                    |       |      |
|               |    |                    |       |      |
|               |    |                    |       |      |
|               |    |                    |       |      |
| Tränare:      |    |                    |       |      |
| Diego Simeone |    |                    |       |      |

| Domare: Mark Clattenburg (England) Ass. domare: Simon Beck (England) & Jake Collin (England) Fjärdedomare: Viktor Kassai (Ungern) | Publik: 71 942 |  |